# Кало Хорио (окръг Ларнака)
Вижте пояснителната страница за други значения на Кало Хорио.
Кало̀ Хорио̀ (на гръцки: Καλό Χωριό) е село в Кипър, окръг Ларнака. Според статистическата служба на Република Кипър през 2001 г. селото има 1343 жители.
Намира се на 10 km западно от Ларнака. До 1974 г. селото е населявано предимно от кипърски турци.